# Elecciones presidenciales de Guinea Ecuatorial de 1989
Las elecciones presidenciales fueron un referéndum llevado a cabo en Guinea Ecuatorial el 25 de junio de 1989 sobre la candidatura de Teodoro Obiang Nguema, siendo la primera elección presidencial desde 1973. Obiang fue reelegido sin oposición con el 99% de los votos.

## Desarrollo
Las elecciones fueron convocadas por decreto presidencial el 19 de marzo de 1989. El Partido Democrático de Guinea Ecuatorial (PDGE), partido único del país establecido en 1987, presentó a Obiang como candidato único. Severo Moto Nsá, líder del Partido del Progreso de Guinea Ecuatorial (formación política en el exilio), tuvo la intención de regresar al país y enfrentarse a Obiang en las elecciones, pero no pudo hacerlo.
Para las elecciones, se decretó el cierre de fronteras y la ley seca. El voto fue obligatorio para todos los guineanos mayores de 18 años. Para votar, no era necesario presentar ningún tipo de documento que acreditara la identidad del votante, e incluso varias personas fueron incluidas en el censo el mismo día de los comicios por los encargados de las mesas. En el censo se encontraban registradas alrededor de 160.000 personas.
Previo a los comicios, el gobierno de Obiang esperaba un respaldo del 88%, de acuerdo a los sondeos de intención de voto publicados con anterioridad. Durante la campaña electoral se fabricaron 20.000 gorras y 10.000 bolsas con la figura de Obiang y sus lemas de campaña.
Los votantes tenían la opción de escoger entre las opciones "Si" o "No" a la candidatura de Obiang. La papeleta del "Si" tenía un lado de color rojo y el reverso en blanco, y en una esquina el emblema del PDGE. La papeleta del "No" tenía un lado de color negro, el reverso blanco y no tenía ningún emblema. Según Maximiliano Mba, director general de Información, Prensa y Televisión, este sistema se adoptó para facilitar el sufragio de los analfabetos. Las papeletas eran simplemente dobladas e introducidas en la urna, y debido a la transparencia del papel era fácil darse cuenta a que opción correspondía cada papeleta.
Varios guineanos residentes en España denunciaron que la Embajada guineana les había presionado para concurrir a votar. Esto fue desmentido por el embajador Eduardo Ndong Elo.

## Resultados
Los resultados oficiales fueron:
| Opción | % de votos |
| ------ | ---------- |
| Si     | 99.0       |
| No     | 1.0        |

## Reacciones
La oposición en el exilio denunció la ilegitimidad de los comicios, argumentando que estos carecían de garantías democráticas. Lo mismo hicieron el ministro de Asuntos Exteriores español Francisco Fernández Ordóñez y el eurodiputado español Juan María Bandrés.
Tras darse a conocer los resultados, el presidente Obiang declaró que Guinea Ecuatorial "se encamina hacia un futuro positivo tanto en el terreno económico como social". También declaró que las elecciones habían sido un "un ensayo de democracia" (comparando este concepto con la perestroika) y rechazó la idea de una democracia occidental con pluripartidismo, tesis compartida por el ministro Eloy Eló.
Asimismo, hizo un llamamiento a la oposición exiliada a regresar al país y participar en la reconstrucción nacional, además de emitir comentarios favorables respecto a las relaciones con España.

## Consecuencias
El 6 de julio Obiang fue proclamado presidente electo por la Corte Suprema de Justicia. El 2 de agosto tuvo lugar una ceremonia de investidura, a la que asistieron en representación de España el Jefe de Estado Mayor de la Defensa (JEMAD) Gonzalo Puigcerver Romá, y el director general para África, Jorge Dezcallar. Poco después Obiang disolvió su gabinete y estableció uno nuevo con el propósito de iniciar una nueva etapa política.